# Parlan
Parlan (okzitanisch gleichlautend) ist eine französische Gemeinde im Département Cantal und in der Region Auvergne-Rhône-Alpes mit 470 Einwohnern (Stand: 1. Januar 2022). Sie gehört zum Arrondissement Aurillac und zum Kanton Saint-Paul-des-Landes.

## Lage
Parlan liegt etwa 23 Kilometer westsüdwestlich von Aurillac im Zentralmassiv und in der Châtaigneraie. Das Gemeindegebiet wird von den Flüssen Veyre und Anès berührt. Umgeben wird Parlan von den Nachbargemeinden Roumégoux im Norden und Nordosten, Cayrols im Osten, Rouziers im Südosten, Saint-Julien-de-Toursac im Südosten und Süden, Saint-Hilaire im Südwesten, Bessonies im Südwesten und Westen, Labastide-du-Haut-Mont im Westen sowie Saint-Saury im Nordwesten.

## Bevölkerungsentwicklung
| Jahr                       | 1962 | 1968 | 1975 | 1982 | 1990 | 1999 | 2007 | 2019 |
| Einwohner                  | 507  | 442  | 409  | 360  | 323  | 280  | 297  | 450  |
| Quellen: Cassini und INSEE |      |      |      |      |      |      |      |      |

## Sehenswürdigkeiten

Kirche Saint-Georges

- Kirche Saint-Georges